# Cerylon bhutanensis
Cerylon bhutanensis is een keversoort uit de familie dwerghoutkevers (Cerylonidae). De wetenschappelijke naam van de soort werd in 1975 gepubliceerd door Roger Dajoz.